# Eddie Vinson
Eddie Vinson (Houston, 18 december 1917 - Los Angeles, 2 juli 1988) was een Amerikaanse jazz- en rhythm-and-blues-saxofonist en blueszanger. Hij had als bijnamen Cleanhead en Cleanhead Vinson.

## Biografie
Vinsons ouders waren beiden pianist en brachten hem vroeg in contact met muziek. Reeds aan de highschool begon hij saxofoon te spelen. In 1935 werd hij lid van de band van Chester Boone, waartoe in deze periode ook T-Bone Walker behoorde. Van 1936 tot 1941 speelde hij samen met de saxofonisten Arnett Cobb en Illinois Jacquet in de band van Milt Larkin.
In 1941 ging hij naar New York en werd blues shouter in het orkest van Cootie Williams, waar hij klassiekers als Cherry Red opnam. In 1945 formeerde hij zijn eigen band, waartoe de toentertijd nog onbekende John Coltrane behoorde. Hier ontstonden enkele van zijn beste nummers, waaronder Kidney Stew en de legendarische Cleanhead Blues. In de r&b ('Rare Records') hitlijst plaatste zich in 1947 Old Maid Boogie (#2).
Hij speelde ook kort in de band van Count Basie en tijdens de jaren 1960 werkte hij in de Johnny Otis Show. Tijdens de jaren 1970 en 1980 was hij met zijn kenmerkende mengstijl uit jazz en blues vooral in Europa succesvol en had hij enkele platen opgenomen, waaronder met Joe Pentzlin. Hij nam echter ook in de Verenigde Staten geluidsdragers op, waaronder een album met de band Roomful of Blues en een livealbum met Arnett Cobb en Alan Dawson.

## Trivia
Toen Eddie Vinson speelde bij Cootie Williams, wilde hij – volgens de toenmalige mode – zijn kroeshaar gladden. Het gevolg was, dat zijn haren met bosjes uitvielen. Zo kon hij niet optreden, dus moest hij zich een kaal hoofd laten scheren. Kort daarna nam hij de Cleanhead Blues op, die zich plaatste in de toenmalige hitlijst. Toen zich enkele maanden later zijn haren weer hadden hersteld, bleef hij voor de rest van zijn leven zijn hoofd kaal scheren, want met krullen kon hij de Cleanhead Blues niet zingen. De jonge John Coltrane, die toentertijd in Mister Cleanheads band de tweede altsaxofoon blies, moest om zijn eigen soli te kunnen spelen, wisselen naar de tenorsaxofoon.

## Discografie
- 1961/1962: Cleanhead and Cannonball (Milestone Records) met Cannonball Adderley & Nat Adderley, Joe Zawinul, Sam Jones, Louis Hayes
- 1969: Kidney Stew is Fine (Delmark) met Hal Singer, Jay McShann, T-Bone Walker
- 1974: Jamming The Blues (Black Lion)
- 1979: Redux: Live at the Keystone Korner (savant)
- 1978-1982: Cleanhead Blues (Camden) met Ray Bryant, George Duvivier, Alan Dawson
- 1981: I Want a Little Girl (OJC)